# 185-ös busz (Budapest)
A budapesti 185-ös jelzésű autóbusz Kőbánya alsó vasútállomás és az Újhegyi út, Sportliget között közlekedik. A vonalat a Budapesti Közlekedési Zrt. üzemelteti. A járműveket a Dél-pesti és a Kőbányai autóbuszgarázs állítja ki.

## Története
1970. november 16-án 85Y jelzéssel a Pataky István tér és Óhegy között új járat indult, mely a Harmat utca - Kada utca - Sörgyár utca - Téglavető utca útvonalon közlekedett, hurokjáratként. 1977. január 1-én a 185-ös jelzést kapta. A végállomása 1978. március 15-én a Korponai utcába került át, majd 1982. május 3-ától az új Kőbánya, városközpont nevű végállomásról indultak a buszok. A külső végállomásnál 1980-tól a Sörgyár utca helyett a Mádi utcán fordultak vissza a buszok, majd a járatot meghosszabbították a Lavotta utcáig.
1995. november 1-jétől szombaton, míg 2000. június 24-étől vasárnap sem közlekedett. 2000. június 24-én Újhegy-busz néven új járatot indítottak, mely hétvégén közlekedett a 185-ös busz vonalán, de a Lavotta utcánál nem fordult vissza Kőbánya, városközpont felé, hanem a Sibrik Miklós úton és a Mádi utcán Újhegyi út, Sportligetig ment.
2008. augusztus 20-án megszűnt az Újhegy-busz, helyette a 185-ös buszt meghosszabbították Újhegyi út, Sportligetig, mely már hétvégén is közlekedik.

## Útvonala
| Újhegyi út, Sportliget felé |
| Kőbánya alsó vasútállomás vá. – Állomás utca – Szent László tér – Kőrösi Csoma Sándor út – Harmat utca – Sibrik Miklós út – Mádi utca – Újhegyi út – Újhegyi út, Sportliget vá.               |
| Kőbánya alsó vasútállomás felé |
| Újhegyi út, Sportliget vá. – Harmat utca – Sibrik Miklós út – Mádi utca – Gitár utca – Harmat utca – Kőrösi Csoma Sándor út – Szent László tér – Állomás utca – Kőbánya alsó vasútállomás vá. |

## Megállóhelyei
| 0  | Kőbánya alsó vasútállomás végállomás       | 31 | 9, 95, 117, 151, 162, 195, 217, 217E, 262 3, 28, 28A, 62, 62A 73 S21 S50 G50 Z50 | Autóbusz-állomás, Vasútállomás                                         |
| 1  | Szent László tér                           | 30 | 9, 162, 217, 262 3, 28, 28A, 62, 62A                                             | Kőrösi Csoma Sándor Kőbányai Kulturális Központ, Kőbányai Önkormányzat |
| ∫  | Ónodi utca                                 | 28 | 162, 262 3, 28, 28A, 62, 62A                                                     | Szent László Gimnázium                                                 |
| 3  | Harmat utca (↓) Kőrösi Csoma Sándor út (↑) | 27 | 85, 162, 262 3, 28, 28A, 62, 62A                                                 | Szent László Gimnázium                                                 |
| 5  | Ihász utca                                 | 25 | 85                                                                               |                                                                        |
| 6  | Csősztorony                                | 24 | 85                                                                               |                                                                        |
| ∫  | Téglavető utca                             | 23 | 85                                                                               |                                                                        |
| 7  | Szlávy utca                                | ∫  | 85                                                                               |                                                                        |
| ∫  | Kocka utca                                 | 22 | 85                                                                               |                                                                        |
| 8  | Kada utca                                  | ∫  | 85, 85E, 95, 195                                                                 |                                                                        |
| ∫  | Kada utca                                  | 21 | 85, 85E, 95, 195                                                                 |                                                                        |
| 9  | Lavotta utca                               | ∫  | 85, 85E                                                                          |                                                                        |
| ∫  | Lavotta utca                               | 19 | 85, 85E                                                                          |                                                                        |
| 11 | Sibrik Miklós út                           | ∫  | 68, 85, 85E, 117, 268                                                            |                                                                        |
| 12 | Mádi utca                                  | 18 | 85, 85E                                                                          |                                                                        |
| 13 | Tavas utca                                 | ∫  |                                                                                  |                                                                        |
| 14 | Dolomit utca                               | ∫  |                                                                                  |                                                                        |
| ∫  | Sibrik Miklós út                           | 17 | 68, 85, 85E, 117, 268                                                            |                                                                        |
| ∫  | Újhegyi sétány                             | 16 | 68, 85, 85E, 117, 268                                                            | X. kerületi Szakorvosi rendelő                                         |
| 15 | Újhegyi út, Sportliget                     | 15 | 68, 268                                                                          | X. kerületi Sportliget                                                 |